# Ріно Корсо Фуж'єр
Ріно Корсо Фуж'єр (італ. Rino Corso Fougier; 14 листопада 1894, Бастія — 24 квітня 1963, Рим) — італійський військовий діяч, корпусний генерал. Кавалер Німецького хреста в золоті.

## Біографія
Учасник Першої світової війни. 19 листопада 1941 року змінив генерала Франческо Пріколо на посаді універ-секретаря Міністерства авіації і командувача ВПС. Керував діями італійських ВПС до падіння режиму Муссоліні в 1943 році.

## Нагороди
- Срібна та бронзова медаль «За військову доблесть» (Італія)
- Пам'ятна медаль італо-австрійської війни 1915—1918 з чотирма зірками
- Пам'ятна медаль об'єднання Італії
- Медаль Перемоги
- Командор ордена Святих Маврикія та Лазаря
- Командор ордена Корони Італії
- Залізний хрест 2-го і 1-го класу (Третій Рейх)
- Німецький хрест в золоті (Третій Рейх) (18 січня 1943)